# Патон (филм)
Патон (енгл. Patton) је амерички епски биографски ратни филм из 1970. године о америчком генералу Џорџу С. Патону током Другог светског рата. Главне улоге тумаче Џорџ К. Скот као Патон и Карл Малден као генерал Омар Бредли, а режирао га је Френклин Џ. Шафнер по сценарију Франсиса Форда Кополе и Едмунда Х. Норта, који су свој сценарио засновали на књизи Патон: Искушење и тријумф Ладисласа Фарага и Бредлијевим мемоарима, Војничка прича.
Филм је освојио седам Оскара, укључујући оне за најбољи филм, најбољу режију и најбољи оригинални сценарио. Скот је такође освојио Оскара за најбољег глумца за своју улогу генерала Патона, али је одбио да прими награду. Уводни монолог, који је извео Скот као генерал Патон са огромном америчком заставом иза њега, остаје култна и често цитирана сцена из филма. Године 2003, Конгресна библиотека је изабрала филм за чување у Националном регистру филмова Сједињених Држава због „културног, историјског или естетског значаја”. Филмска архива Академије такође је очувала филм 2003. године.

## Радња
Генерал Џорџ С. Патон обраћа се публици америчких трупа, наглашавајући важност коју Американци придају победничким узорима, као и сопствене захтеве да његови људи победе непријатеља радећи и борећи се као тим.
У свом првом сусрету са Немачким афричким корпусом у Касеринском пролазу, Други амерички корпус је понижавајуће поразио генерал Ервин Ромел, кога Патон веома цени и поштује. Као последица тога, Патон је постављен за команду Другог корпуса и одмах почиње да уводи дисциплину међу својим непровереним трупама. Поред лошег стања америчких војника у Другом корпусу, Патон такође идентификује тврдоглавост свог британског колеге; генерал Бернард Монтгомери непрестано поткопава америчке снаге како би монополизовао ратну славу. Патонова шанса да докаже своју вредност долази у следећој бици код Ел Гетара где Патон побеђује немачке снаге и спречава њихово напредовање.
Коначна победа савезника у северној Африци подстиче Патона и Монтгомерија да смисле супротстављене планове за инвазију на Сицилију. Патонов план, извучен из позивања на Пелопонески рат, наглашава стратешки значај Сиракузе; ако би град пао у руке окупаторске силе, Италијани би се сигурно повукли. Патон предлаже да Монтгомери заузме Сиракузу, док ће он заузети Месину и прекинути повлачење. Иако план испрва импресира генерала Харолда Александера, генерал Двајт Д. Ајзенхауер одбија га у корист Монтгомеријевог опрезнијег плана који у суштини пребацује Патона да осигура британско напредовање. До инвазије на Сицилију долази, али баш као што је Патон предвидео, пад Сиракузе изазива масовно повлачење немачких и италијанских трупа са острва, а преостале укопане снаге одлажу напредовање савезника. Љут због недостатка напретка, Патон се заклиње не само да ће престићи Монтгомерија до Месине, већ ће и успут преузети Палермо. Иако је на крају успешан у оба подвига, Патонова агресија не одговара његовим подређенима Омару Бредлију и Лусијану Траскоту. Током посете једној пољској болници, Патон примећује војника који плаче од шока од гранате. Претпостављајући да војник заправо није физички повређен, Патон ошамари војника и прети да ће га стрељати због кукавичлука и захтева да се врати на линију фронта. Ајзенхауер захтева од Патона да се извини целој својој команди због овога. Иако Патон то и чини, он је запањен сазнањем да је Бредли, а не он, добио команду над америчким снагама које се припремају за инвазију на Француску.
Пошто инвазија на Нормандију треба да почне, Патон је постављен на чело измишљене Прве групе армија Сједињених Држава као мамац у Лондону, а савезнички консензус верује да ће његово присуство у Енглеској натерати Немце да помисле да ће он водити инвазију на Европу. Током једног говора у Натсфорду, Патон отворено каже да ће послератним светом доминирати британски и амерички утицај, што многи сматрају омаловажавањем Совјетског Савеза. Иако Патон сматра да није урадио ишта лоше, ситуација је већ измакла његовој контроли. Одлука да га пошаље кући или задржи у Енглеској лежи на генералу Џорџу Маршалу. Иако није присутан током искрцавања на дан Д, Патон добија команду над Трећом армијом од генерала Бредлија, сада његовог претпостављеног. Под Патоновим вођством, Трећа армија бриљантно напредује по Француској, али је неочекивано заустављена када се залихе преусмере на Монтгомеријеву амбициозну Операцију Маркет гарден.
Савезници на крају ослобађају Париз, а потребне залихе стижу до Монтгомеријеве и Патонове војске. Монтгомери предводи ослобађање Белгије, док Патон иде у Немачку преко реке Сар. Међутим, пробој у Ардене доводи до заустављања Патонових тенкова. Након предвиђања немачког напада, Патон смишља план како би ослободио заробљену 101. ваздухопловну дивизију у Бастоњу, што чини пред разбијање Зигфрид линије и улазак у Немачку.
Немачка на крају капитулира, иако га Патонова отвореност поново доводи у невоље када упореди америчку политику са нацизмом. Иако је поново изгубио команду, Патон наставља да надгледа обнову Немачке у послератном периоду. У последњој сцени Патон се види како шета Вилија, свог бул-теријера. Чује се Патонов глас:
„Више од хиљаду година римски освајачи који су се враћали из ратова уживали су част тријумфа – бурне параде. У поворци су долазили трубачи и музичари и чудне животиње са освојених територија, заједно са запрежним колима натовареним благом и заробљеним наоружањем. Освајач је јахао у тријумфалним колима, ошамућени заробљеници ходали су у ланцима испред њега. Понекад су његова деца, обучена у бело, стајала са њим у колима или су јахала коње за њим. Иза освајача је стајао роб, држећи златну круну, и шапућући му на уво упозорење: да је сва слава... пролазна.”

## Улоге
| Глумац             | Улога                                   |
| ------------------ | --------------------------------------- |
| Џорџ К. Скот       | генерал-пуковник Џорџ С. Патон          |
| Карл Малден        | генерал-пуковник Омар Бредли            |
| Дејвид Бауер       | генерал-пуковник Хари Бјуфорд           |
| Едвард Бинс        | генерал-пуковник Волтер Бедел Смит      |
| Џон Дусет          | генерал-мајор Лусијан Траскот           |
| Мајкл Стронг       | бригадни генерал Хобарт Карвер          |
| Питер Баркворт     | пуковник Џон Велкин                     |
| Лоренс Добкин      | пуковник Гастон Бел                     |
| Пол Стивенс        | потпуковник Чарлс Р. Кодман             |
| Морган Пол         | капетан Ричард Н. Џенсон                |
| Стивен Јанг        | капетан Честер Б. Хансен                |
| Џејмс Едвардс      | наредник Вилијам Џорџ Микс              |
| Мајкл Бејтс        | генерал Бернард Монтгомери              |
| Џек Гвилим         | генерал Харолд Александер               |
| Џералд Флад        | главни ваздухопловни маршал Артур Тедер |
| Џон Бари           | ваздухопловни вицемаршал Артур Конингем |
| Френк Латимор      | потпуковник Хенри Давенпорт             |
| Карл Михаел Фоглер | фелдмаршал Ервин Ромел                  |
| Рихард Минх        | генерал-пуковник Алфред Јодл            |
| Зигфрид Раух       | капетан Оскар Штајгер                   |

## Продукција
Ли Марвин, Берт Ланкастер, Џон Вејн, Роберт Мичам и Род Стајгер су одбили улогу Патона; Стајгер је касније изјавио да је то била његова највећа грешка. Чарлтон Хестон је разматран за улогу Омара Н. Бредлија пре него што је изабран Карл Малден.

### Развој
Покушаји да се сними филм о Патоновом животу постојали су од његове смрти 1945. године, али се његова удовица Беатрис противила томе. Након њене смрти 1953. године, продуцент Френк Макарти је започео пројекат и дан након што је Беатрис сахрањена, продуценти су контактирали породицу за помоћ у снимању филма, тражећи приступ Патоновим дневницима, као и информације од чланова породице, али је породица одбила да пружи било какву помоћ продуцентима филма. Макарти је такође тражио сарадњу са Пентагоном; они су такође у почетку одбили, пошто је Патонов син, Џорџ Патон IV, био у војсци, а Патонова друга ћерка, Рут, била је удата за официра. До 1959. Макарти је убедио војску на сарадњу.
Студио 20th Century Fox је откупио Војничку причу, аутобиографију генерала армије Омара Бредлија (кога у филму глуми Карл Малден). Франсис Форд Копола је написао филмски сценарио 1963. године заснован углавном на биографији Ладисласа Фарага из 1963. Паттон: Искушење и тријумф, и на Војничкој причи. Едмунд Х. Норт је касније доведен да помогне у раду на сценарију. Филм је првобитно требало да се зове Крв и петља и Вилијам Вајлер је планиран за режисера. Међутим, Вајлер је дао отказ пре планираног датума почетка јануара 1969. године.
Бредли, једини преживели генерал са пет звездица у Сједињеним Државама након смрти Двајта Д. Ајзенхауера 1969. године, служио је као консултант за филм иако је степен његовог утицаја и доприноса у коначном сценарију углавном непознат. Иако је Бредли лично познавао Патона, такође је било добро познато да су њих двојица били поларне супротности у личности, а постоје докази да се закључи да је Бредли презирао Патона, и лично и професионално. Пошто је филм снимљен без приступа дневницима генерала Патона, углавном се ослањао на запажања Бредлија и других војних савременика када су покушавали да реконструишу Патонове идеје и мотиве. У рецензији филма, бригадни генерал С. Л. А. Маршал, који је познавао и Патона и Бредлија, изјавио је: „Бредлијево име добија велику цену на слици [једног] друга која је, иако није карикатура, лик победничког, славољубивог глупана... Прави Патон је био енигма. Он тако остаје у филму.... Наполеон је једном рекао да уметност генерала није стратегија већ да зна како да обликује људску природу.... Можда све то продуцент Френк Макарти и генерал Бредли, његов главни саветник, покушавају да кажу.”

### Снимање
Филм је почео да се снима 3. фебруара 1969. и сниман је на седамдесет и једној локацији у шест земаља, углавном у Шпанији, која је имала вишка опреме америчке војске из Другог светског рата. Франкова Шпанија је деценијама задржала валутну контролу и снимање у земљи био је једини начин да се индиректно поврати профит од америчких филмова. Јефтина радна снага је такође подстакла продукције у бекству.
Једна сцена, која приказује Патона како се вози до древног града за који се претпоставља да је Картагина, снимљена је у староримском мавретанском граду Волубилису у Мароку. Рана сцена, у којој Патон и Мухамед V посматрају мароканске трупе, укључујући Гумијере, снимљена је у Краљевској палати у Рабату. Једна ненајављена сцена битке снимљена је претходне ноћи, што је изазвало страх у насељу код Краљевске палате од државног удара. Једног падобранца је ударила струја у далеководу, али ниједан од ових снимака борбе се не појављује у филму. Сцена добродошлице у Натсфорду, Чешир, снимљена је на лицу места. Сцене смештене у Тунис и Сицилију снимане су у Алмерији на југу Шпаније; Памплона на северу земље је коришћена за Француску и Немачку; док су зимске сцене у Белгији, укључујући секвенцу Арденске битке, снимане у близини Сеговије (на шта је похрлила продукцијска екипа када им је саопштено да је пао снег). Снимци ентеријера снимљени су у Севиљи.
Филм је снимио сниматељ Фред Ј. Конекемп у 65 мм Димензији 150, што чини овај филм тек другим снимљеним у том формату након филма Библија: У почетку... (1966).
Значајна количина снимака сцена биткака изостављена је из коначне верзије Патона, али им је убрзо пронађена употреба. Избрисане сцене из филма су коришћене за борбене сцене у ТВ филму Fireball Forward, који је први пут емитован 1972. године. Овај филм је такође продуцирао Френк Макарти, а Едмунд Норт је написао сценарио. Један од чланова глумачке екипе Патона, Морган Пол, појавио се у овој продукцији.

### Уводна сцена
Филм почиње Скотовим приказом Патоновог говора Трећој армији, постављеног наспрам огромне америчке заставе. Копола и Норт су морали да ублаже Патонове стварне речи и изјаве у сцени, као и у остатку филма, како би избегли ознаку R. Такође, Скотов дубок и гребав глас је супротан Патоновом високом, назалном и помало шкрипавом гласу, што је приметио историчар С. Л. А. Маршал. Међутим, Маршал такође истиче да филм садржи „превише псовки и опсцености [од Патона]. Патон није био по обичају непристојан. Користио је прљаве речи када је мислио да су потребне да импресионира.”
Када је Скот сазнао да ће говор бити прва сцена у филму, одбио је да га уради, јер је веровао да ће то засенити остатак његовог наступа. Режисер Шафнер га је уверио да ће бити приказан на крају. Сцена је снимљена једног поподнева у студију у Мадриду, а застава је била осликана на полеђини зида бине.
Сво ордење и одликовања приказана на Патоновој униформи у монологу су реплике оних које су заправо додељене Патону. Међутим, генерал их никада није све носио у јавности и ни у ком случају није био генерал са четири звездице у време када је држао чувене говоре на којима се заснива уводна сцена. Све их је носио само једном приликом, у свом дворишту у Вирџинији на захтев супруге, која је желела његову слику са свим његовим ордењем. Продуценти су користили копију ове фотографије како би рекреирали овај „изглед” за почетну сцену.

### Музика
Критички хваљену партитуру за филм компоновао је и дириговао композитор Џери Голдсмит. Голдсмит користи низ иновативних метода да би повезао музику у филму, као што је Echoplex петља снимања звука „позива у рат” неправилне тонске групе на труби како би музички представила веровање генерала Патона у реинкарнацију. Главна тема се такође састојала од симфонијског марша праћеног оргуљама како би се представила милитаристичка, али дубоко религиозна природа протагонисте. Музика за филм накнадно је донела Голдсмиту номинацију за Оскара за најбољу оригиналну музику, а био је и један од 250 номинованих Америчког филмског института за двадесет пет најбољих америчких филмских музика. Оригинални звучни запис је објављен три пута на диску и једном на LP: путем компанија 20th Century Fox Records 1970, Tsunami Records 1992, Film Score Monthly 1999. и Intrada Records која је издала проширену верзију на два диска 2010. године.

#### Албум из 2010.

##### Први диск
| №               | Назив                      | Трајање |  |
| 1.              | Patton Salute (Solo Bugle) | 0:44    |  |
| 2.              | Main Title                 | 3:08    |  |
| 3.              | The Battleground           | 2:14    |  |
| 4.              | The Cemetery               | 2:42    |  |
| 5.              | The First Battle           | 2:50    |  |
| 6.              | The Funeral                | 1:54    |  |
| 7.              | The Hospital               | 3:36    |  |
| 8.              | The Prayer                 | 1:11    |  |
| 9.              | No Assignment              | 2:23    |  |
| 10.             | Patton March               | 1:53    |  |
| 11.             | Attack                     | 3:15    |  |
| 12.             | German Advance             | 2:32    |  |
| 13.             | An Eloquent Man            | 1:43    |  |
| 14.             | The Payoff                 | 2:26    |  |
| 15.             | A Change Of Weather        | 1:23    |  |
| 16.             | Pensive Patton             | 0:16    |  |
| 17.             | End Title                  | 2:20    |  |
| 18.             | Echoplex Session (bonus)   | 5:29    |  |
| Укупно трајање: | Укупно трајање:            | 41:11   |  |

##### Други диск
| №               | Назив                                          | Трајање |  |
| 1.              | Patton Speech (spoken by George C. Scott)      | 4:54    |  |
| 2.              | Main Title                                     | 2:17    |  |
| 3.              | The Battleground                               | 2:19    |  |
| 4.              | The First Battle                               | 2:48    |  |
| 5.              | Attack                                         | 3:14    |  |
| 6.              | The Funeral                                    | 1:53    |  |
| 7.              | Winter March                                   | 1:55    |  |
| 8.              | Patton March                                   | 2:04    |  |
| 9.              | No Assignment                                  | 1:59    |  |
| 10.             | German Advance                                 | 2:31    |  |
| 11.             | The Hospital                                   | 3:18    |  |
| 12.             | The Payoff                                     | 2:22    |  |
| 13.             | End Title & Speech (spoken by George C. Scott) | 1:01    |  |
| 14.             | End Title (sans dialogue) (bonus)              | 1:11    |  |
| Укупно трајање: | Укупно трајање:                                | 33:46   |  |

## Објављивање
Филм је премијерно приказан 4. фебруара 1970. у Њујорку, док је у америчким биоскопима издат следећег дана.

### Прво емитовање
Филм је први пут емитовао ABC као специјал у боји од три сата и више 19. новембра 1972. године, само две године након његовог објављивања у биоскопима. Ово је било крајње необично у то време, посебно за филм који је приказиван у биоскопима током много месеци. Већина биоскопских филмова у то време морала је да чека најмање пет година на свој први телевизијски пренос. Још један необичан елемент телевизијског преноса био је то што готово ниједан дијалог са вулгарним језиком није исечен (само су две реченице, од којих једна није садржала вулгарне речи, исечене из чувеног уводног говора испред џиновске америчке заставе). Патон је био четврти најбоље оцењени филм емитован на телевизији у Сједињеним Државама у то време, са Нилсеновом оценом од 38,5 и уделом публике од 65%.

### Кућни медији
Године 1977, Патон је био међу првих 50 VHS и Betamax издања за Magnetic Video. Филм је објављен на LaserDisc-у 1981. године, такође за Magnetic Video. Верзија за широки екран је објављена 1989. године, која укључује четири кратка филма о правом Патону. Laserdisc са цертификатом THX објављен је 9. јула 1997. године, а укључивао је многе додатне садржаје. VHS са истим сертификатом за широки екран је такође објављен 1998. од стране истог дистрибутера, 20th Century Studios Home Entertainment.
Патон је први пут објављен на DVD-у 1999. године, са делимичним аудио коментаром историчара Чарлса М. Провинса, и поново 2006. са коментаром сценаристе Франсиса Форда Кополе и додатним карактеристикама.
Филм је објављен на Blu-ray формату 2008. године уз много критике, због прекомерне употребе дигиталне редукције шума на квалитету слике. Године 2012. објављен је ремастер са знатно побољшаним квалитетом слике. У јуну 2013. Fox UK је објавио филм на Blu-ray формату, али се вратио на верзију из 2008. године.

## Пријем

### Зарада
Процењује се да је филм зарадио око 51.000 долара током прве недеље. Студио је проценио да ће филму бити потребно 22.525.000 долара од биоскопских изнајмљивања да би остварио профит, а филм до 11. децембра 1970. зарадио 27.650.000 долара. На крају је остварио укупно зараду од 45 милиона долара, од чега 28,1 милион долара из Сједињених Држава и Канаде од бруто прихода од 61,8 милиона долара.

### Критике
Роџер Иберт је за Џорџа К. Скота рекао: „То је једна од оних узвишених изведби у којима су личности глумца и лика испуњене једна у другој.” Џин Сискел дао је филму три звездице од четири и написао да је Џорџ К. Скот „направио глумачки tour de force”, али сматра да се „понавља – друга половина нам не говори ништа више од прве.” Винсент Кенби из новина The New York Times написао је: „Највише освежавајуће у вези са Патоном је то што су овде — мислим по први пут — тема и стил епског ратног филма савршено усклађени... Иако је глумачка екипа велика, једину запажену изведбу пружио је Скот, који је стално забаван и, повремено, веома привлачан.” Чарлс Чемплин из Los Angeles Times-а је написао: „Патон је, попут Лоренса од Арабије, учинио скоро немогуће стварајући портрет са финим детаљима упркос свим напорима ка поједностављивању које су неизбежне у великом буџету, дуго, гласна продукција очајнички жели да привуче масовну публику. Као и Патон, Џорџ Скот даје једног од сјајних и незаборавних филмских карактера.” Гери Арнолд из The Washington Post-а је написао да филм „на крају дели драматична ограничења, као и визуелне тријумфе, Лоренса од Арабије: још један фасцинантан, али неубедљив портрет живописног војсковође. Фокус камере је оштар, али драматичан фокус је замагљен. Ми никада сасвим не разумемо Патона у историјском контексту, у односу на друге генерале тог периода, и на целокупне савезничке ратне напоре.” Полин Кејл из The New Yorker-а написала је да је „са техничког аспекта филм невероватно импресиван”, али је наставила: „сигурна сам да ће се рећи да је филм 'истинит' Патону и историји, али мислим да нас вуче и задржава. Ако не желимо да се само подмажу наше предрасуде, ово ће нам бити збуњујуће и незадовољавајуће, јер нам није дато довољно информација да проценимо Патонове поступке.” Џон Џилет из The Monthly Film Bulletin-а је написао: „Док саопштава задовољство човеку са свим својим брадавицама, [Шафнер] такође указује на монструозне предрасуде које леже испод површине. И, наравно, изабрао је правог глумца. Бредли Карла Малдена је уредно посматран и немачки глумци су добри, али Скотова изведба с правом надмашује све остале.”
Онлајн филмски критичар Џејмс Берардинели назвао је Патона својим омиљеним филмом свих времена и „до данас једном од најубедљивијих холивудских биографских ратних филмова”.
Према књизи Боба Вудворда и Карла Бернстина Последњи дани, ово је био и омиљени филм Ричарда Никсона. Никсон је први пут гледао Патона са својом породицом на приватној пројекцији у Белој кући 5. априла 1970. године. Никсон је постао опседнут филмом, више пута га је гледао са Хенријем Кисинџером током наредних месец дана. Приказао га је неколико пута у Белој кући и током крстарења на председничкој јахти Секвоја на реци Потомак. Кисинџер је саркастично написао о Никсоновом инсистирању да гледа филм на крстарењу: „Био је то други пут да ме је толико почастио. Колико год да је филм био инспиративан, успео сам да побегнем на сат времена усред њега да се припремим за састанак НСА следећег дана”. Пре Никсонове посете Кини 1972. године, кинески премијер Џоу Енлај је погледао овај филм припремајући се за састанак са Никсоном.
На сајту Rotten Tomatoes филм има рејтинг одобравања од 90% на основу 49 рецензија, са просечном оценом 8,46/10. Критички консензус сајта гласи: „Саосећајни, непоколебљиви приказ насловног генерала Џорџа К. Скота у овом великом епу је дефинитиван као и било која представа у историји америчких биографских филмова”.

### Награде
Филм је био номинован за десет Оскара, а освојио је седам (укључујући и најбољи филм). Џорџ К. Скот је освојио Оскара за најбољег глумца за своју улогу, али је одбио да га прихвати, наводећи да му се не свиђа процес гласања и концепт глумачких такмичења. Био је први глумац који је то учинио.
Статуета за најбољи филм је изложена у Музеју Џорџа К. Маршала у Војном институту Вирџиније, љубазношћу Френка Макартија.
| Награда                                         | Категорија                                | Номиновани                                                  | Исход      |
| ----------------------------------------------- | ----------------------------------------- | ----------------------------------------------------------- | ---------- |
| Оскар                                           | Најбољи филм                              | Френк Макарти                                               | Освојено   |
| Оскар                                           | Најбољи режисер                           | Френклин Џ. Шафнер                                          | Освојено   |
| Оскар                                           | Најбољи глумац                            | Џорџ К. Скот (одбио награду)                                | Освојено   |
| Оскар                                           | Најбољи оригинални сценарио               | Франсис Форд Копола и Едмунд Х. Норт                        | Освојено   |
| Оскар                                           | Најбоља сценографија                      | Јури Маклири, Гил Парондо, Антонио Матеос и Пјер-Луј Тевене | Освојено   |
| Оскар                                           | Најбоља фотографија                       | Фред Џ. Конекемп                                            | Номинација |
| Оскар                                           | Најбоља монтажа                           | Хју С. Фаулер                                               | Освојено   |
| Оскар                                           | Најбоља оригинална музика                 | Џери Голдсмит                                               | Номинација |
| Оскар                                           | Најбољи микс звука                        | Даглас Вилијамс и Дон Басман                                | Освојено   |
| Оскар                                           | Најбољи визуелни ефекти                   | Алекс Велдон                                                | Номинација |
| Награде Америчких биоскопских монтажера         | Најбоље монтиран дугометражни филм        | Хју С. Фаулер                                               | Освојено   |
| Награде БАФТА                                   | Најбољи глумац у главној улози            | Џорџ К. Скот                                                | Номинација |
| Награде БАФТА                                   | Најбољи микс звука                        | Дон Хол, Даглас Вилијамс и Дон Басман                       | Номинација |
| Награде Удружења режисера Америке               | Најбоље режиран играни филм               | Френклин Џ. Шафнер                                          | Освојено   |
| Награде Златни глобус                           | Најбољи филм – драма                      | Најбољи филм – драма                                        | Номинација |
| Награде Златни глобус                           | Најбољи глумац у филму – драма            | Џорџ К. Скот                                                | Освојено   |
| Награде Златни глобус                           | Најбољи режисер                           | Френклин Џ. Шафнер                                          | Номинација |
| Награде филмских звучних монтажера              | Најбоља монтажа звука − дугометражни филм | Најбоља монтажа звука − дугометражни филм                   | Освојено   |
| Награде Круга филмских критичара Канзас Ситија  | Најбољи филм                              | Најбољи филм                                                | Освојено   |
| Награде Круга филмских критичара Канзас Ситија  | Најбољи глумац                            | Џорџ К. Скот                                                | Освојено   |
| Награде Ловор                                   | Најбољи филм                              | Најбољи филм                                                | Освојено   |
| Награде Ловор                                   | Најбољи драмски глумац                    | Џорџ К. Скот                                                | Освојено   |
| Награде Ловор                                   | Најбољи споредни глумац                   | Карл Малден                                                 | Номинација |
| Награде Ловор                                   | Најбољи сниматељ                          | Фред Џ. Конекемп                                            | Освојено   |
| Награде Ловор                                   | Најбољи композитор                        | Џери Голдсмит                                               | Освојено   |
| Награде Националног одбора критичара            | Најбољи филм                              | Најбољи филм                                                | Освојено   |
| Награде Националног одбора критичара            | Топ десет филмова                         | Топ десет филмова                                           | Освојено   |
| Награде Националног одбора критичара            | Најбољи глумац                            | Џорџ К. Скот                                                | Освојено   |
| Национални одбор за презервацију филмова        | Национални регистар филмова               | Национални регистар филмова                                 | Укључен    |
| Награда Удружења њујоршких филмских критичара   | Најбољи глумац                            | Џорџ К. Скот                                                | Освојено   |
| Награде онлајн филмског и телевизијског друштва | Најбољи филм                              | Најбољи филм                                                | Освојено   |
| Награде Удружења сценариста Америке             | Најбољи драмски сценарио                  | Франсис Форд Копола и Едмунд Х. Норт                        | Освојено   |

Године 2006. Удружење сценариста Америке одабрало је адаптирани сценарио Франсиса Форда Кополе и Едмунда Х. Норта за 94. најбољи сценарио свих времена.
Листе Америчког филмског института
- 100 година АФИ-ја... 100 филмова – #89
- 100 година АФИ-ја... 100 хероја и негативаца:
  - Џорџ С. Патон – Херој #29

## Наставак
Телевизијски наставак, Последњи дани Патона, снимљен је у 1986. године. Скот је репризирао своју насловну улогу. Филм је заснован на Патоновим последњим недељама након што је смртно повређен у саобраћајној несрећи, са флешбековима из његовог живота.